# 鸡腿菇
鸡腿菇（学名：Coprinus comatus），亦作鸡腿蘑菇，在中国北方俗稱毛头鬼伞，在旧分类发中與其他品種的鬼傘菇同屬鬼傘屬（Coprinellus），但在新分类法中被分入Coprinus属。雞腿菇是一種野生食用菌，於歐洲、亞洲及北美洲都有發現，依地區氣候不同，可能在春末、夏季或秋季雨後發出來。鸡腿蘑菇属中高温型菇类，为草腐土生菌。
雞腿菇成熟後會變成墨汁，採摘後也會在幾小時內變成墨汁。有些和雞腿菇同一科的菇類和酒精飲品一起食用會中毒。
雞腿菇有藥用功效，所以有不少標榜健康的菜單亦有以雞腿菇或其他野菌類製作佳饌。雞腿菇可以人工種植，但因為保存期限短，很難在市場上販賣。雞腿菇菌丝的生长温度范围10-35℃，以20-30℃為最適合。而子实体的发育温度8-30℃，最适16-22℃。所以種植場普遍在北回歸線以北，避免夏天時生長環境過熱。

## 特徵
全株白色。蕈柄易與蕈傘分離，中空，內有一條絲。有時有蕈環。蕈傘長卵形，表面有褐色鱗片。蕈摺密集離生。孢子黑色。常生長於有擾動的木屑或泥土地上。蕈傘和蕈摺成熟後溶解成墨汁。

## 參看
- 粪鬼伞

## 外部連結
- 雞腿菇食譜[永久]